# روغن‌ماهی اطلسی
 روغن‌ماهی اطلسی(نام علمی: Gadus morhua) نام یک گونه از تیره روغن‌ماهیان است.